# Тримбл (Міссурі)
Тримбл (англ. Trimble) — місто (англ. city) в США, в окрузі Клінтон штату Міссурі. Населення — 573 особи (2020).

## Географія
Тримбл розташований за координатами 39°28′34″ пн. ш. 94°33′40″ зх. д. / 39.47611° пн. ш. 94.56111° зх. д. (39.476239, -94.561163).  За даними Бюро перепису населення США в 2010 році місто мало площу 1,29 км², уся площа — суходіл.

## Демографія
Згідно з переписом 2010 року, у місті мешкало 646 осіб у 269 домогосподарствах у складі 177 родин. Густота населення становила 501 особа/км².  Було 283 помешкання (220/км²).
Расовий склад населення:
| - 97,7 % — білих - 0,6 % — чорних або афроамериканців |

До двох чи більше рас належало 1,4 %. Частка іспаномовних становила 0,9 % від усіх жителів.
За віковим діапазоном населення розподілялося таким чином: 24,5 % — особи молодші 18 років, 63,6 % — особи у віці 18—64 років, 11,9 % — особи у віці 65 років та старші. Медіана віку мешканця становила 37,3 року. На 100 осіб жіночої статі у місті припадало 104,4 чоловіків;  на 100 жінок у віці від 18 років та старших — 111,3 чоловіків також старших 18 років.
Середній дохід на одне домашнє господарство  становив 54 102 долари США (медіана — 44 375), а середній дохід на одну сім'ю — 65 040 доларів (медіана — 61 250). Медіана доходів становила 45 417 доларів для чоловіків та 35 938 доларів для жінок. За межею бідності перебувало 18,0 % осіб, у тому числі 20,3 % дітей у віці до 18 років та 2,7 % осіб у віці 65 років та старших.
Цивільне працевлаштоване населення становило 312 особи. Основні галузі зайнятості: роздрібна торгівля — 19,2 %, виробництво — 16,3 %, освіта, охорона здоров'я та соціальна допомога — 15,7 %.